# Marc Forné Molné
Marc Forné i Molné (né le 30 décembre 1946) est un homme politique andorran, ancien chef du gouvernement entre le 7 décembre 1994 et le 27 mai 2005. 
Il est président du Parti libéral d'Andorre (Partit Liberal d'Andorra) et avocat.

## Biographie
La politique menée par Marc Forné est inspirée du libéralisme et vise à maintenir un faible niveau de taxation en évitant toute dérive étatique.
Après 2 mandats, il laisse sa place de chef du gouvernement à Albert Pintat Santolària, à la suite de la victoire (en demi-teinte) du PLA lors des législatives d'avril 2005.

## Distinctions
- Grand-croix de l'ordre d'Isabelle la Catholique

## Citations
- « Nous souhaitons (...) éviter aussi bien les mimétismes stériles que les dysfonctions les plus communes de ce modèle (le modèle social européen) : dépense sociale très élevée, activité dirigiste de l'État et une excessive bureaucratisation administrative, manque d'efficacité dans la répartition des ressources, protectionnisme excessif créateur de dépendance citoyenne et de démobilisation des initiatives sociales. » (discours du 11 mars 1995 au Sommet du développement social, à Copenhague).

- « La stratégie d'un pays repose toujours sur une perspective philosophique fondamentale. Les découvertes des cent dernières années montrent que le libéralisme est le système le plus capable d'améliorer le bien-être d'un pays. Voilà pourquoi la stratégie d'Andorre repose sur un mode de pensée libéral. » (discours au Liberal International Congress, à Oxford, 27-30 novembre 1997).